# ZALA 421-02
ZALA 421-08 là loại máy bay trực thăng không người lái tầm gần đa chức năng do do công ty ZALA Aero tại Izhevsk phát triển. Máy bay được thiết kế để có thể thực hiện không giới hạn số nhiệm vụ với khả năng hoạt động trong cả hai môi trường hàng hải và đất liền trong việc trinh sát, giám sát, tìm kiếm và cũng như các máy bay không người lái khác nó có thể dùng để thu thập thông tin trong những nơi nguy hiểm cho con người nếu lại gần như thảm họa nguyên tử, hóa học và sinh học...

## Thiết kế
ZALA 421-02 sử dụng động cơ hai xy lanh hai thì 20 mã lực với lực cất cánh tối đa là 95 kg có thể đạt tốc độ 150 km/h và trần bay 4000 m. Thân máy bay là bằng vật liệu tổng hợp siêu nhẹ với hình dáng khí động học để có tốc độ cao với trọng lượng rỗng tổng thể là 40 kg vì thế nó có thể mang thêm hơn 50 kg hàng hóa và vật dụng. Máy bay được trang bị bộ máy ảnh điện quang học có độ phân giải cao hay máy quay hồng ngoại cho việc thám thính cùng với các hệ thống đặc chủng cho các nhiệm vụ riêng biệt.
Hệ thống điều khiển mặt đất gồm hai hệ thống máy tính xách tay: một dùng cho việc điều khiển và một dùng cho việc xử lý các dữ liệu do máy bay truyền về. Tầm thu phát sóng của hệ thống là 50 km. Việc chuyển dữ liệu đến các thiết bị trạm điều khiển được cung cấp trong thời gian thực thông qua một liên kết an toàn kỹ thuật. Hệ thống dùng cho việc điều khiển có thể thiết lập chế độ bay tự động cho máy bay với việc truyền vào vị trí cần bay đến trong không gian như độ cao và vị trí, máy bay sẽ tự động bay đến đó thông qua hệ thống định vị toàn cầu GLONASS hay GPS và người điều khiển chỉ cần tập trung vào dữ liệu hình ảnh máy bay truyền về.

## Biến thể
- ZALA 421-02X: Mẫu yếu hơn với thời gian bay ngắn hơn, tải trọng ít hơn và trần bay thấp hơn nhưng nó có thể hoạt động trong các điều kiện rất khắc nghiệt dùng cho các lực lượng thi hành công vụ.